# Zapotalito (östra Tempoal)
Zapotalito är en ort i Mexiko.   Den ligger i kommunen Tempoal och delstaten Veracruz, i den sydöstra delen av landet, 250 km norr om huvudstaden Mexico City. Zapotalito ligger 106 meter över havet och antalet invånare är 236.
Terrängen runt Zapotalito är platt. Runt Zapotalito är det ganska tätbefolkat, med 72 invånare per kvadratkilometer. Närmaste större samhälle är Tempoal de Sánchez, 8,5 km väster om Zapotalito. Omgivningarna runt Zapotalito är en mosaik av jordbruksmark och naturlig växtlighet.